# Wax (gruppo musicale britannico)
I Wax (o Wax UK) sono stati un duo musicale di genere pop new wave, formatosi a Manchester nel 1983.

## Storia del gruppo
Il duo nasce dall'incontro in studio di registrazione tra la band art rock dei 10cc - che vede nella formazione il bassista e cantante Graham Gouldman - e il polistrumentista Andrew Gold, invitato come ospite nel disco. Nel 1983 i 10cc prendono una lunga pausa e Gouldman decide di coinvolgere Andrew Gold in un nuovo progetto musicale pop. Sotto la supervisione di Harvey Lisberg, già manager degli Herman's Hermits, Gouldman e Gold decisero di convogliare le canzoni che assieme stavano creando all'interno di Wax. Tra il 1986 e il 1989 la band pubblicò tre album  di moderato successo, con la vetta più alta in classifica per il disco American English - prodotto da Christopher Neil - che contiene la hit Bridge to Your Heart, che raggiunse, appena uscita, il n°12 della classifica inglese. La copertina di American English è stata creata dal noto artista fotografico musicale Storm Thorgerson, il quale diresse anche alcuni videoclip per Wax.
Il duo si separò nel 1991 anche se successivamente fecero una breve e ultima reunion a fine anni '90.

## Formazione
- Graham Gouldman - voce, basso e chitarra
- Andrew Gold  - voce, tastiere, drum machine

## Discografia
Studio
- 1986 - Magnetic Heaven (UK -)
- 1987 - American English (UK #59)
- 1989 - A Hundred Thousand in Fresh Notes (UK -)
- 1998 - Common Knowledge.com (UK -)

Singoli
- 1986 - Shadows of Love
- 1986 - Right Between the Eyes' (UK #60)
- 1986 - Systematic
- 1987 - Bridge to Your Heart (UK #12)
- 1987 - American English
- 1988 - In Some Other World
- 1989 - Wherever You Are
- 1989 - Anchors Aweigh (UK #95)